# فرودگاه کورووا
فرودگاه کورووا (به انگلیسی: Corowa Airport) یک فرودگاه همگانی با کد یاتا CWW است که یک باند فرود آسفالت دارد و طول باند آن ۱۵۲۴ متر است. این فرودگاه در کشور استرالیا قرار دارد و در ارتفاع ۱۴۲ متری از سطح دریا واقع شده‌است.